# Ramousies

Ramousies este o comună în departamentul Nord, Franța. În 1 ianuarie 2022 avea o populație de 224 de locuitori.